# Christian Bale
Pour les articles homonymes, voir Bale.
Christian Bale (prononcé en anglais britannique : [ˈkɹɪstʃən beɪ̯l]), né le 30 janvier 1974 à Haverfordwest au pays de Galles, est un acteur gallois naturalisé américain.
Il est connu pour jouer aussi bien dans des films à gros budget — la trilogie The Dark Knight, Terminator Renaissance, Exodus — que dans des films indépendants de petits producteurs tels que Fighter, Les Brasiers de la colère et Knight of Cups.
Il attire l'attention du public dès l'âge de treize ans, lorsqu'il obtient le rôle principal du film Empire du soleil de Steven Spielberg, tiré du roman du même nom de J. G. Ballard. Il y joue un jeune garçon anglais, séparé de ses parents pendant la Seconde Guerre mondiale et qui découvre la vie dans un camp d'internement japonais. En 2000, il reçoit des critiques élogieuses pour son interprétation du tueur en série Patrick Bateman dans American Psycho. Adepte de la « Méthode », il perd 28 kilos en 2003 pour tenir le rôle de Trevor Reznik dans The Machinist, avant de reprendre 45 kilos six mois plus tard afin de tenir le rôle titre dans Batman Begins. Sa capacité à assurer de telles transformations physiques lui vaut d'être l'un des acteurs les plus demandés de sa génération.
Il obtient une reconnaissance commerciale et critique pour son interprétation de Bruce Wayne/Batman dans la trilogie de Christopher Nolan qui comprend : Batman Begins, The Dark Knight et The Dark Knight Rises. Il retrouve le même réalisateur pour Le Prestige en 2006 aux côtés de Hugh Jackman. Quatre ans plus tard, il incarne le boxeur Dicky Eklund dans le film biographique Fighter. Son interprétation est acclamée et il est récompensé de plusieurs prix dont l'Oscar du meilleur acteur dans un second rôle et le Golden Globe du meilleur acteur dans un second rôle. Le film American Bluff lui vaut en 2013 des nominations à l'Oscar du meilleur acteur et au Golden Globe du meilleur acteur dans un film musical ou une comédie. En 2019, il reçoit le Golden Globe du meilleur acteur dans un film musical ou une comédie pour son interprétation de l'homme politique Dick Cheney dans le film biographique Vice.

## Biographie

### Débuts
Christian Charles Philip Bale naît le 30 janvier 1974 à Haverfordwest (pays de Galles).

### Jeunesse et révélation précoce
Fils de David Bale (1941-2003), entrepreneur et militant de la cause animale, et de Jenny James (artiste de cirque), Christian Charles Philip Bale a trois sœurs. Sa mère est anglaise et son père est né en Afrique du Sud de parents anglais. Bien que né au pays de Galles, Christian Bale se sent anglais et non gallois (« Je suis né au pays de Galles mais je ne suis pas gallois - Je suis anglais »). Il a passé son enfance au pays de Galles, en Angleterre (Surrey et Dorset) et au Portugal, et a reconnu que cette vie itinérante l'a influencé dans son choix de devenir acteur. Il a étudié à la Bournemouth School qu'il quitta à 16 ans.
Ses parents divorcent en 1991, et alors que sa mère reste à Bournemouth, en Angleterre, il suit son père aux États-Unis, à Los Angeles.

### Vie privée

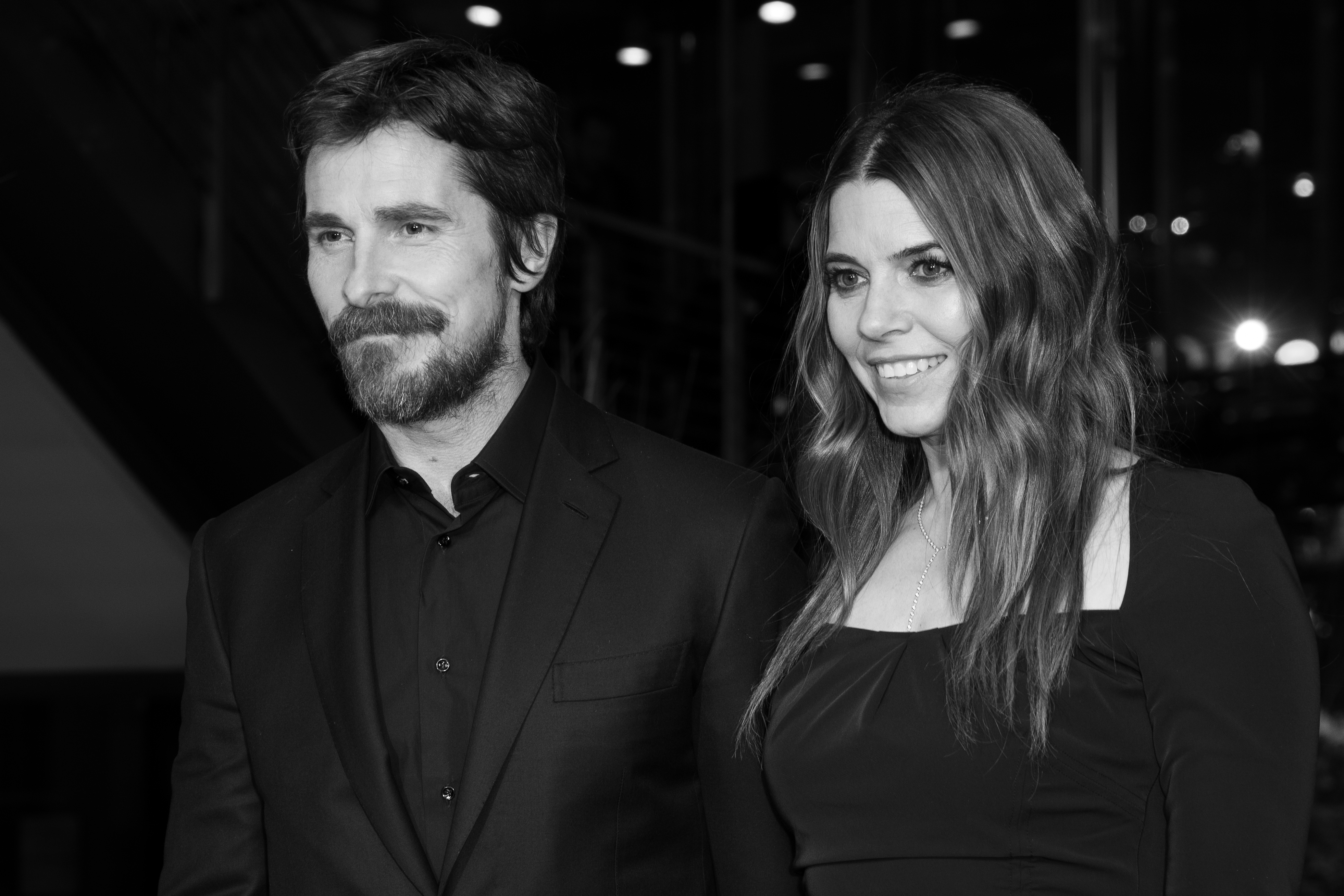
L’acteur avec son épouse Sandra « Sibi » Blazic en février 2019.

En 2000, il épouse Sandra « Sibi » Blazic, ancien mannequin, maquilleuse et assistante personnelle de Winona Ryder. Le couple a une fille, Emmeline, née le 27 mars 2005 à Santa Monica (Californie), et un fils, Joseph, né le 18 août 2014.

## Carrière
Il a commencé sa carrière de comédien en tournant en 1982 une publicité pour un assouplissant Lenor. L'année suivante, il apparaît dans une pub pour les céréales Pac-Man, jouant un enfant rock star. Il fait également du théâtre et apparaît dans The Nerd en 1984 aux côtés de Rowan Atkinson (futur Mr. Bean).
Il obtient d'abord en 1986 le rôle du Jum-Jum, le meilleur ami du Prince Mio dans Mio au royaume de nulle part, l'adaptation soviétique du conte Mio, mon Mio (Mio min Mio) d'Astrid Lindgren.
Il joue l'année suivante dans l’Empire du soleil de Steven Spielberg. Il est alors propulsé sous le feu des projecteurs à seulement treize ans. Il participe ensuite au film Henry V (1989), puis interprète Jim Hawkins dans le téléfilm L'Île au trésor (1990) avec Charlton Heston.
Il grandit au fil des films, tout en se diversifiant : en 1993, il campe le rôle d'un jeune Allemand entrant dans les jeunesses hitlériennes dans le drame historique Swing Kids. L'année suivante, il prête ses traits au jeune Laurie, ami de la jeune Jo, dans l'adaptation Les Quatre Filles du docteur March .
En 1998, il interprète dans le drame Velvet Goldmine le rôle d'un jeune journaliste gay chargé d'enquêter sur la mort d'un chanteur de glam rock, Brian Slade, personnage inspiré de David Bowie.
En 2000, il est le fils raciste d'un riche promoteur dans Shaft ; mais surtout, la même année, il incarne Patrick Bateman, le golden boy psychopathe dans l'adaptation au cinéma du roman de Bret Easton Ellis, American Psycho. Le succès critique et commercial du long-métrage lance définitivement la carrière de l'acteur, désormais âgé de vingt-six ans.

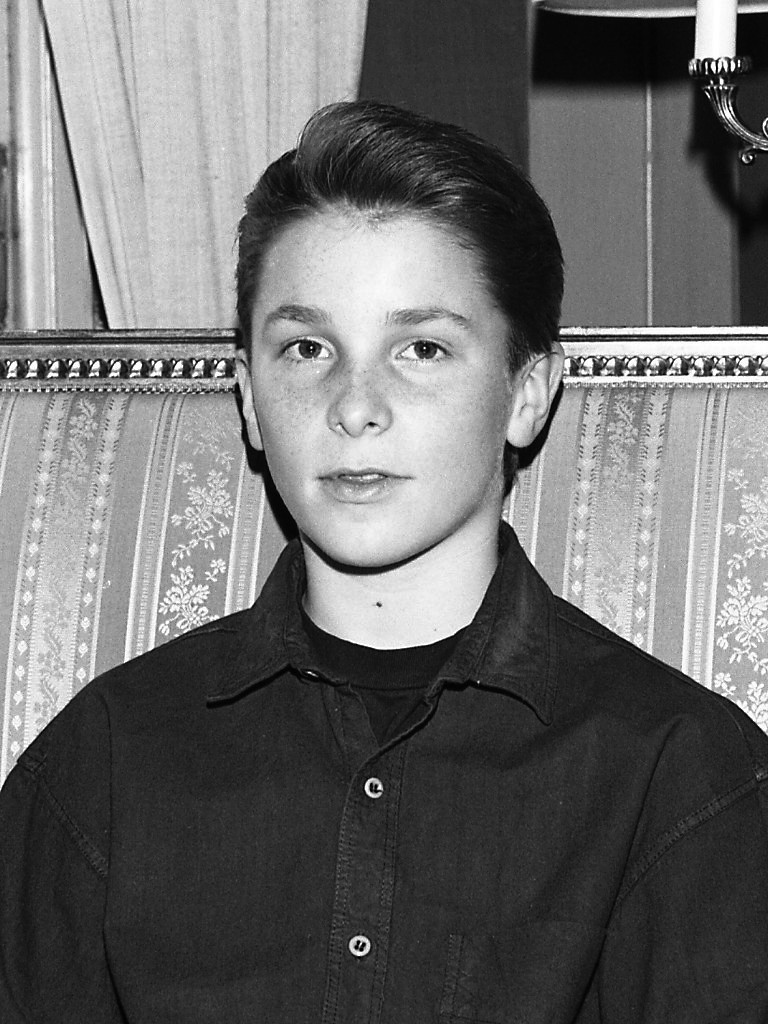
Christian Bale à la première du film Empire du soleil en Suède, en février 1988 au cinéma.

### Confirmation (2001-2006)
En 2001, il évolue aux côtés des stars comme Nicolas Cage et Penélope Cruz dans le mélodrame Capitaine Corelli, mis en scène par John Madden, le réalisateur de l'oscarisé Shakespeare in love. Les critiques sont très mauvaises, et le public ne suit pas.
L'année suivante, il s'aventure sur le terrain du blockbuster, avec le film d'action post-apocalyptique Le Règne du feu, dont il partage l'affiche avec Matthew McConaughey, et porte à lui seul le thriller de science-fiction Equilibrium. Il tourne ensuite dans le film indépendant choral Laurel Canyon, écrit et réalisé par Lisa Cholodenko.

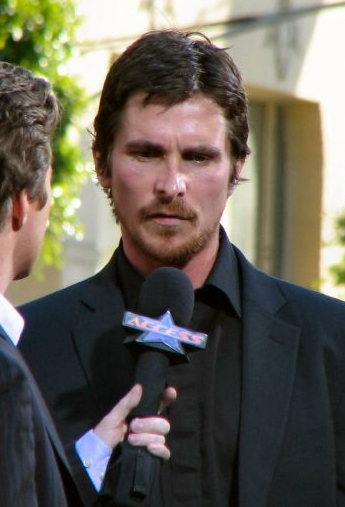
L'acteur à la première de Batman Begins en juin 2005.

En 2003 il livre une performance habitée et impressionnante, qui deviendra sa marque de fabrique, pour le thriller à très petit budget co-production hispano-américaine, The Machinist, mis en scène par Brad Anderson, il perd vingt-huit kilos en trois mois pour prêter ses traits à un mécanicien insomniaque sombrant dans la folie.
En 2005, Terrence Malick lui confie un rôle secondaire dans la fresque Le Nouveau Monde, qui marque le retour de l'acclamé cinéaste Terrence Malick ; David Ayer le dirige dans le petit thriller d'action urbain Bad Times (Harsh Times), qui, malgré des critiques mitigées, permet aux acteurs de briller. 
Le blockbuster Batman Begins, préquelle de la franchise éponyme signée Christopher Nolan, lui permet d'accéder à une reconnaissance internationale. Son interprétation charismatique et tourmentée, pour laquelle il reprend en six mois le poids perdu pour son film précédent The Machinist, contribue grandement au succès critique et commercial du long-métrage. L'acteur va désormais porter le masque de Batman pour ce qui constituera une trilogie majeure du cinéma hollywoodien. 
Entre-temps, il enchaîne les collaborations avec de grands cinéastes, et pour de grosses productions : en 2006, il retrouve ainsi non seulement Christopher Nolan pour le thriller fantastique Le Prestige pour lequel il affronte Hugh Jackman, mais est aussi dirigé par Werner Herzog dans le drame de guerre Rescue Dawn, pour lequel il perd de nouveau une vingtaine de kilos.

### Consécration (2007-2010)

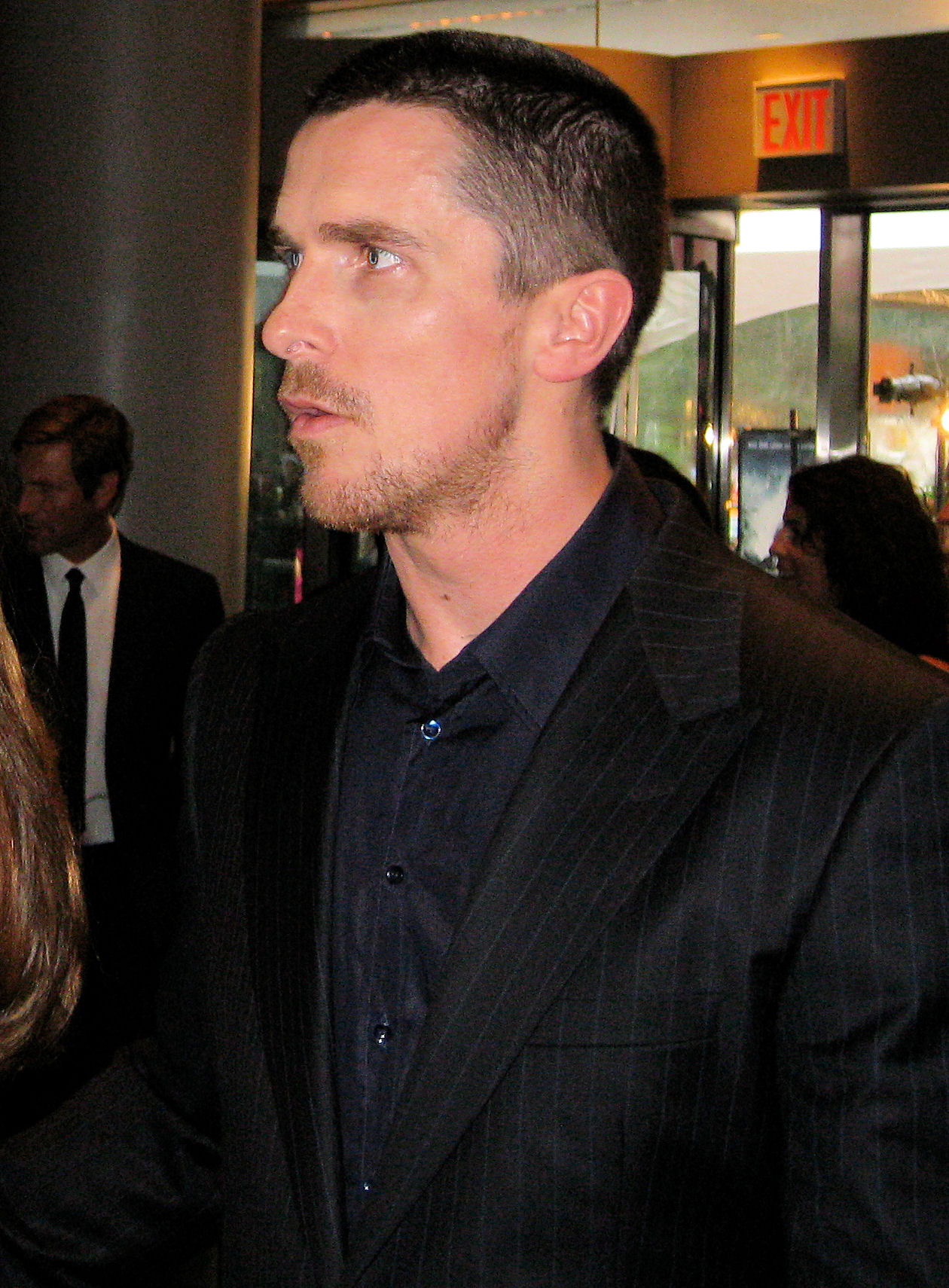
À la première de The Dark Knight : Le Chevalier noir, à New York, en 2008.

En 2007, il joue dans I'm Not There, de Todd Haynes, où il donne la réplique à Cate Blanchett. Il partage l'affiche avec Russell Crowe dans le western 3 h 10 pour Yuma, de James Mangold. En 2008, sort The Dark Knight : Le Chevalier noir.
L'année suivante, l'acteur endosse un autre rôle mythique, celui de John Connor, le leader du monde libre dans Terminator Renaissance, blockbuster destiné là encore à relancer la franchise éponyme. L'entreprise est un échec : le long-métrage, signé McG, déçoit la critique. L'acteur voit son interprétation éclipsée par son partenaire Sam Worthington qui avait hérité du rôle qu'il avait pourtant refusé.  
Il tourne dans Public Enemies de Michael Mann, porté par Johnny Depp et Marion Cotillard et pour lequel il prête ses traits à Melvin Purvis.
Alors que le tournage du dernier chapitre de la trilogie du chevalier noir est repoussé par Nolan, l'acteur se distingue dans deux autres projets : en 2010, il accepte d'accompagner Mark Wahlberg dans le biopic de sport Fighter, premier essai dans un registre dramatique du cinéaste David O. Russell. Bale décroche le Golden Globe du meilleur acteur dans un second rôle et l'Oscar du meilleur acteur dans un second rôle.
En 2011, il prend des risques en s'aventurant dans le cinéma asiatique : il porte le drame de guerre Sacrifices of War, de Zhang Yimou. En en 2012, il revient une dernière fois au double rôle de Bruce Wayne-Batman pour The Dark Knight Rises, toujours mis en scène par Christopher Nolan. 
En 2013, il renoue avec des productions plus modestes : si le drame Les Brasiers de la colère, de Scott Cooper, divise la critique, sa seconde collaboration avec David O. Russell remporte tous les suffrages. American Bluff lui permet de donner de nouveau la réplique à Amy Adams, mais aussi d'évoluer aux côtés de Bradley Cooper, Jeremy Renner et surtout de la jeune star Jennifer Lawrence. Encore une fois prompt aux métamorphoses physiques, l'acteur prend 18 kilos pour son rôle dans American Bluff. Cette transformation n'a pas été anodine puisqu'elle lui provoque une sévère hernie et lui abîme deux disques de la colonne vertébrale. D'ailleurs, Robert de Niro ne l'aurait pas reconnu sur le plateau. L'acteur décide de cesser ces régimes brutaux à l'avenir.

### Succès mitigés (depuis 2014)
En 2014, il joue dans le blockbuster historique Exodus: Gods and Kings, de Ridley Scott, où il prête ses traits à Moïse, puis dans le plus indépendant et expérimental Knight of Cups, en 2015, sous la direction de Terrence Malick. 

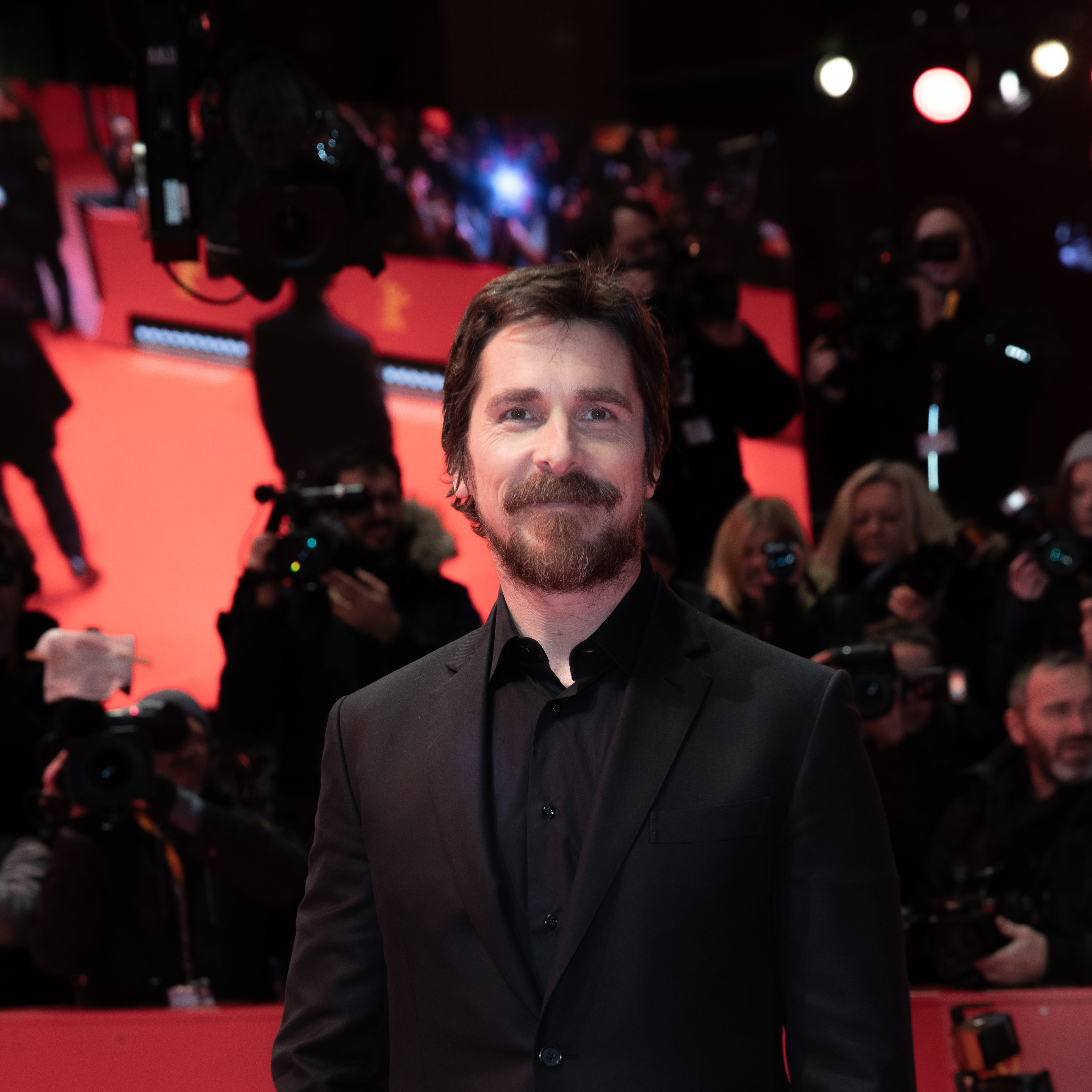
L'acteur à la Berlinale 2019 pour la promotion de Vice.

En 2014, Christian Bale prend la double nationalité britannique et américaine.
Fin 2015, il fait partie du quatuor de stars masculines réunies - aux côtés de Brad Pitt, Ryan Gosling et Steve Carell - par le cinéaste Adam McKay pour la satire The Big Short : Le Casse du siècle. L'acteur poursuit avec trois retrouvailles : tout d'abord, il retrouve Scott Cooper pour le western Hostiles (2016), pour lequel il a pour partenaire Rosamund Pike. Puis Terrence Malick le dirige dans un nouveau film, Song to Song (2017). 
Adam McKay lui confie le rôle de Dick Cheney pour le biopic politique Vice. Parallèlement, il tient le premier rôle masculin du drame historique La Promesse, réalisé par Terry George. L'acteur y a pour partenaire la canadienne Charlotte Le Bon. 
L'année 2019 le voit revenir à un projet attendu : le drame historique sportif Ford v. Ferrari (Le Mans 66), réalisé par James Mangold. L'acteur y incarne Ken Miles face à Matt Damon en Carroll Shelby.

### Polémique
Début 2009, sur le tournage de Terminator Renaissance au Nouveau-Mexique, il pique une terrible crise de rage contre le directeur de la photographie Shane Hurlbut, qui a traversé le champ de la caméra en plein tournage d'une scène. Il a fait plus tard des excuses publiques. De plus, il affirme que ce différend avec le technicien a été réglé le jour même de l'incident.

### Fusillade d'Aurora
À la suite de la tragédie survenue à Aurora au Colorado, lorsqu'un individu affublé d'un costume s'apparentant à celui du Joker a ouvert le feu sur les spectateurs de la première du film The Dark Knight Rises, faisant 12 morts, Christian Bale rencontra les survivants et rendit hommage aux victimes,.

## Filmographie

### Cinéma

#### Années 1980
- 1987 : Mio au royaume de nulle part (Mio min Mio) de Vladimir Grammatikov : Jum-Jum / Benke
- 1987 : Empire du soleil (Empire of the Sun) de Steven Spielberg : James Graham
- 1989 : Henry V de Kenneth Branagh : Robin

#### Années 1990
- 1992 : Newsies de Kenny Ortega : Jack Kelly / Francis Sullivan
- 1993 : Swing Kids de Thomas Carter : Thomas Berger
- 1994 : Le Prince de Jutland (Prince of Jutland) de Gabriel Axel : Amled
- 1994 : Les Quatre Filles du docteur March (Little Women) de Gillian Armstrong : Théodore Laurence
- 1995 : Pocahontas : Une légende indienne de Mike Gabriel : Thomas (voix originale)
- 1996 : Portrait de femme (The Portrait of a Lady) de Jane Campion : Edward Rosier
- 1996 : L'Agent secret (The Secret Agent) de Christopher Hampton : Stevie
- 1997 : Metroland de Philip Saville : Chris
- 1998 : All the Little Animals de Jeremy Thomas : Bobby
- 1998 : Velvet Goldmine de Todd Haynes : Arthur Stuart
- 1999 : Le Songe d'une nuit d'été (A Midsummer Night's Dream) de Michael Hoffman : Demetrius

#### Années 2000
- 2000 : American Psycho de Mary Harron : Patrick Bateman
- 2000 : Shaft de John Singleton : Walter Wade Jr.
- 2001 : Capitaine Corelli (Captain Corelli’s Mandolin) de John Madden : Mandras
- 2002 : Le Règne du feu (Reign of Fire) de Rob Bowman : Quinn Abercromby
- 2002 : Laurel Canyon de Lisa Cholodenko : Sam
- 2002 : Equilibrium de Kurt Wimmer : John Preston
- 2004 : The Machinist de Brad Anderson : Trevor Reznik
- 2005 : Batman Begins de Christopher Nolan : Bruce Wayne / Batman
- 2005 : Bad Times (Harsh Times) de David Ayer : Jim Davis
- 2005 : Le Nouveau Monde (The New World) de Terrence Malick : John Rolfe
- 2005 : Le Château ambulant (ハウルの動く城) de Hayao Miyazaki : Howl (voix anglaise)
- 2006 : Le Prestige (The Prestige) de Christopher Nolan : Alfred Borden / Fallon
- 2006 : Rescue Dawn de Werner Herzog : Dieter Dengler
- 2007 : I'm Not There de Todd Haynes : Jack Rollins / Father John
- 2007 : 3 h 10 pour Yuma (3:10 to Yuma) de James Mangold : Dan Evans
- 2008 : The Dark Knight : Le Chevalier noir (The Dark Knight) de Christopher Nolan : Bruce Wayne / Batman
- 2009 : Terminator Renaissance (Terminator Salvation) de McG : John Connor
- 2009 : Public Enemies de Michael Mann : Melvin Purvis

#### Années 2010
- 2010 : Fighter (The Fighter), de David O. Russell : Dicky Eklund
- 2011 : Sacrifices of War (Jin líng shí san chai) de Zhang Yimou : John
- 2012 : The Dark Knight Rises de Christopher Nolan : Bruce Wayne / Batman
- 2013 : Les Brasiers de la colère (Out of the Furnace) de Scott Cooper : Russell Baze
- 2013 : American Bluff (American Hustle) de David O. Russell : Irving Rosenfeld
- 2014 : Exodus: Gods and Kings de Ridley Scott : Moïse
- 2015 : Knight of Cups de Terrence Malick : Rick
- 2015 : The Big Short : Le Casse du siècle (The Big Short) d'Adam McKay : Michael Burry
- 2016 : La Promesse (The Promise) de Terry George : Chris Myers
- 2017 : Hostiles de Scott Cooper : le capitaine Joseph J. Blocker
- 2018 : Vice d'Adam McKay : Dick Cheney
- 2018 : Mowgli : La Légende de la jungle (Mowgli : Legend of the Jungle) d'Andy Serkis : Bagheera (voix et capture de mouvement)
- 2019 : Le Mans 66 (Ford v. Ferrari) de James Mangold : Ken Miles

#### Années 2020
- 2022 : Thor : Love and Thunder de Taika Waititi : Gorr le Boucher des Dieux
- 2022 : Amsterdam de David O. Russell : Burt Berendsen
- 2023 : The Pale Blue Eye de Scott Cooper : Augustus Landor
- 2023 : Le Garçon et le Héron de Hayao Miyazaki : Shoichi Maki (voix en version anglaise)
- 2026 : The Bride de Maggie Gyllenhaal : le monstre de Frankenstein
- 2026 : Madden de David O. Russell : Al Davis

### Télévision
- 1986 : Anastasia (Anastasia: The Mystery of Anna) de Marvin J. Chomsky : Alexis Nikolaïevitch de Russie
- 1987 : Heart of the Country de Brian Farnham : Ben Harris
- 1990 : L'Île au trésor (Treasure Island) de Fraser Clarke Heston : Jim Hawkins
- 1991 : A Murder of Quality[8] de Gavin Millar : Tim Perkins
- 1999 : Mary, Mother of Jesus de Kevin Connor : Jésus de Nazareth

### Jeux vidéo
- 2005 : Batman Begins (jeu vidéo) : Bruce Wayne / Batman (voix)

### Producteur
- 2005 : Bad Times (Harsh Times) de David Ayer
- 2022 : The Pale Blue Eye de Scott Cooper

## Distinctions

### Récompenses

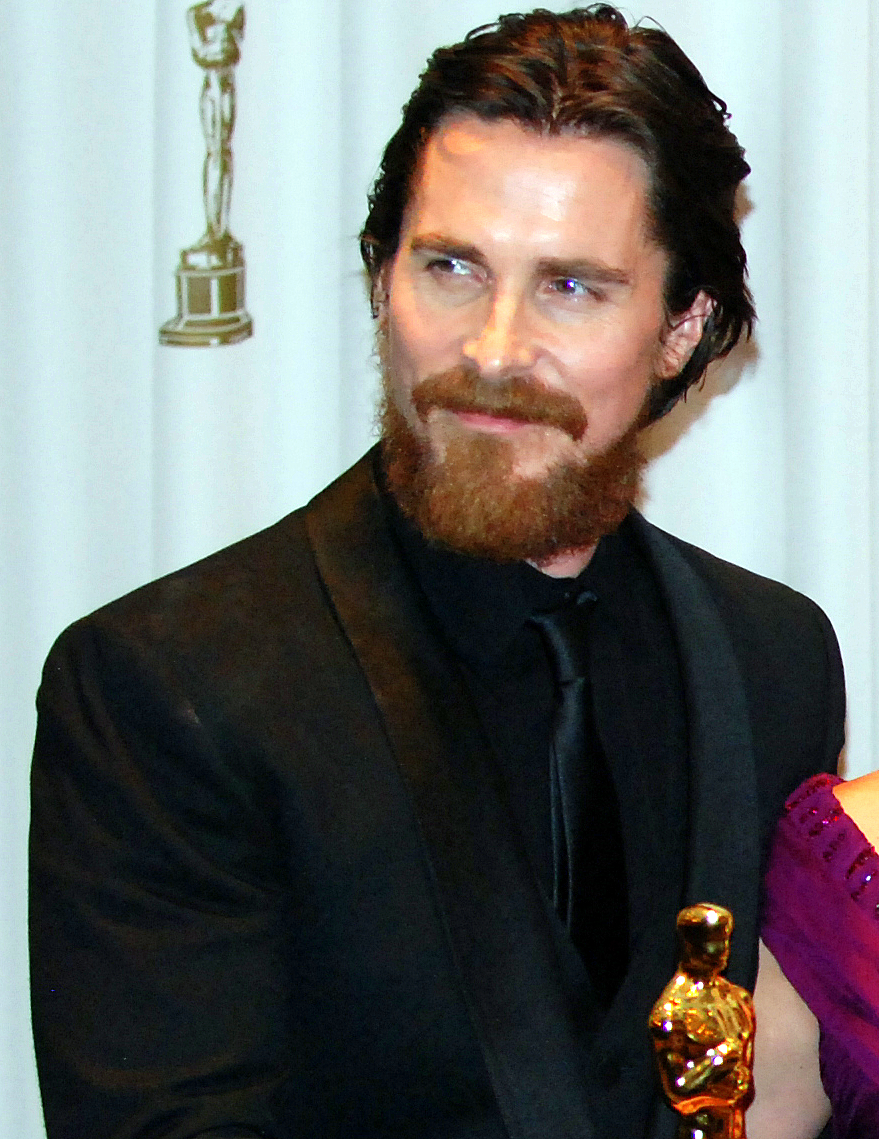
Avec son Oscar du meilleur acteur dans un second rôle, en février 2011.

- 2000 : Awards Circuit Community Awards du meilleur acteur dans un rôle principal pour American Psycho
- Saturn Awards 2006 : Meilleur acteur pour Batman Begins
- 2006 : MTV Movie Awards du meilleur héros pour Batman Begins
- 2008 : Awards Circuit Community Awards de meilleure distribution pour The Dark Knight : Le Chevalier noir partagée avec Heath Ledger, Gary Oldman, Morgan Freeman, Michael Caine, Cillian Murphy, Aaron Eckhart et Maggie Gyllenhaal
- 2009 : Scream Awards du meilleur super-héros pour The Dark Knight : Le Chevalier noir
- Empire Awards 2009 : Meilleur acteur pour The Dark Knight : Le Chevalier noir
- People's Choice Awards 2009 :
  - Meilleure distribution pour The Dark Knight : Le Chevalier noir partagé avec Heath Ledger, Aaron Eckhart, Michael Caine, Gary Oldman, Morgan Freeman, Maggie Gyllenhaal
  - Meilleur super-héros pour The Dark Knight : Le Chevalier noir
  - Meilleur combat pour The Dark Knight : Le Chevalier noir
- 2010 : Awards Circuit Community Awards de la meilleure performance pour un acteur dans un second rôle pour Fighter
- Awards Circuit Community Awards 2010 : Lauréate du Prix Davis de la meilleure performance pour un acteur dans un second rôle pour Fighter
- Boston Society of Film Critics Awards 2010 : Meilleur acteur dans un second rôle pour Fighter
- Boston Society of Film Critics Awards 2010 : Meilleure distribution pour Fighter partagé avec Mark Wahlberg, Amy Adams, Melissa Leo et Jack McGee
- National Board of Review Awards 2010 : Meilleur acteur dans un second rôle pour Fighter
- Austin Film Critics Association Awards 2010 : Meilleur acteur dans un second rôle pour Fighter
- Satellite Awards 2010 : Meilleur acteur dans un second rôle pour Fighter
- St. Louis Film Critics Association Awards 2010 : Meilleur acteur dans un second rôle pour Fighter
- Washington DC Area Film Critics Association Awards 2010: Meilleur acteur dans un second rôle pour [Fighter
- 2011 : Alliance of Women Film Journalists Awards du meilleur acteur dans un second rôle pour Fighter
- Central Ohio Film Critics Association Awards 2011 : Meilleure distribution pour [Fighter partagé avec Amy Adams, Melissa Leo, Jack McGee et Mark Wahlberg
- Critics' Choice Movie Awards 2011 : Meilleur acteur dans un second rôle pour Fighter
- Denver Film Critics Society Awards 2011 : Meilleur acteur dans un second rôle pour Fighter
- Golden Globes 2011 : Meilleur acteur dans un second rôle pour Fighter
- Oscars 2011 : Meilleur acteur dans un second rôle pour Fighter
- Screen Actors Guild Awards 2011 : Meilleur acteur dans un second rôle pour Fighter
- Critics' Choice Movie Awards 2016 : Meilleur acteur pour The Big Short : Le Casse du siècle
- Critics' Choice Movie Awards 2019 : Meilleur acteur pour Vice
- Golden Globes 2019 : Meilleur acteur dans un film musical ou une comédie pour Vice

### Nominations
- Empire Awards 2001 : Meilleur acteur britannique pour American Psycho
- 2004 : Festival international du film de Catalogne du meilleur acteur pour The Machinist
- European Film Awards 2005 : Meilleur acteur européen pour The Machinist
- 2005 : Fangoria Chainsaw Awards du meilleur acteur pour [The Machinist
- Saturn Awards 2005 : Meilleur acteur pour The Machinist
- Empire Awards 2006 : Meilleur acteur pour Batman Begins
- 2006 : London Critics Circle Film Awards de l’acteur britannique de l’année pour The Machinist
- Empire Awards 2007 : Meilleur acteur pour Le Prestige
- British Academy Film Awards 2011 : Meilleur acteur dans un second rôle pour Fighter
- Australian Academy of Cinema and Television Arts Awards 2014 : Meilleur acteur pour Fighter
- Oscars 2014 : Meilleur acteur pour American Bluff
- British Academy Film Awards 2014 : Meilleur acteur pour American Bluff
- Golden Globes 2014 : Meilleur acteur dans un film dramatique pour American Bluff
- Australian Academy of Cinema and Television Arts Awards 2015 : Meilleur acteur dans un second rôle pour Fighter
- British Academy Film Awards 2016 : Meilleur acteur dans un second rôle pour The Big Short : Le Casse du siècle
- Golden Globes 2016 : Meilleur acteur dans un film dramatique pour The Big Short : Le Casse du siècle
- Australian Academy of Cinema and Television Arts Awards 2019 : Meilleur acteur pour Vice
- British Academy Film Awards 2019 : Meilleur acteur pour Vice
- Screen Actors Guild Awards 2019 : Meilleur acteur pour Vice
- Oscars 2019 : Meilleur acteur pour Vice
- Golden Globes 2020 : Meilleur acteur dans un film dramatique pour Le Mans 66

## Voix francophones

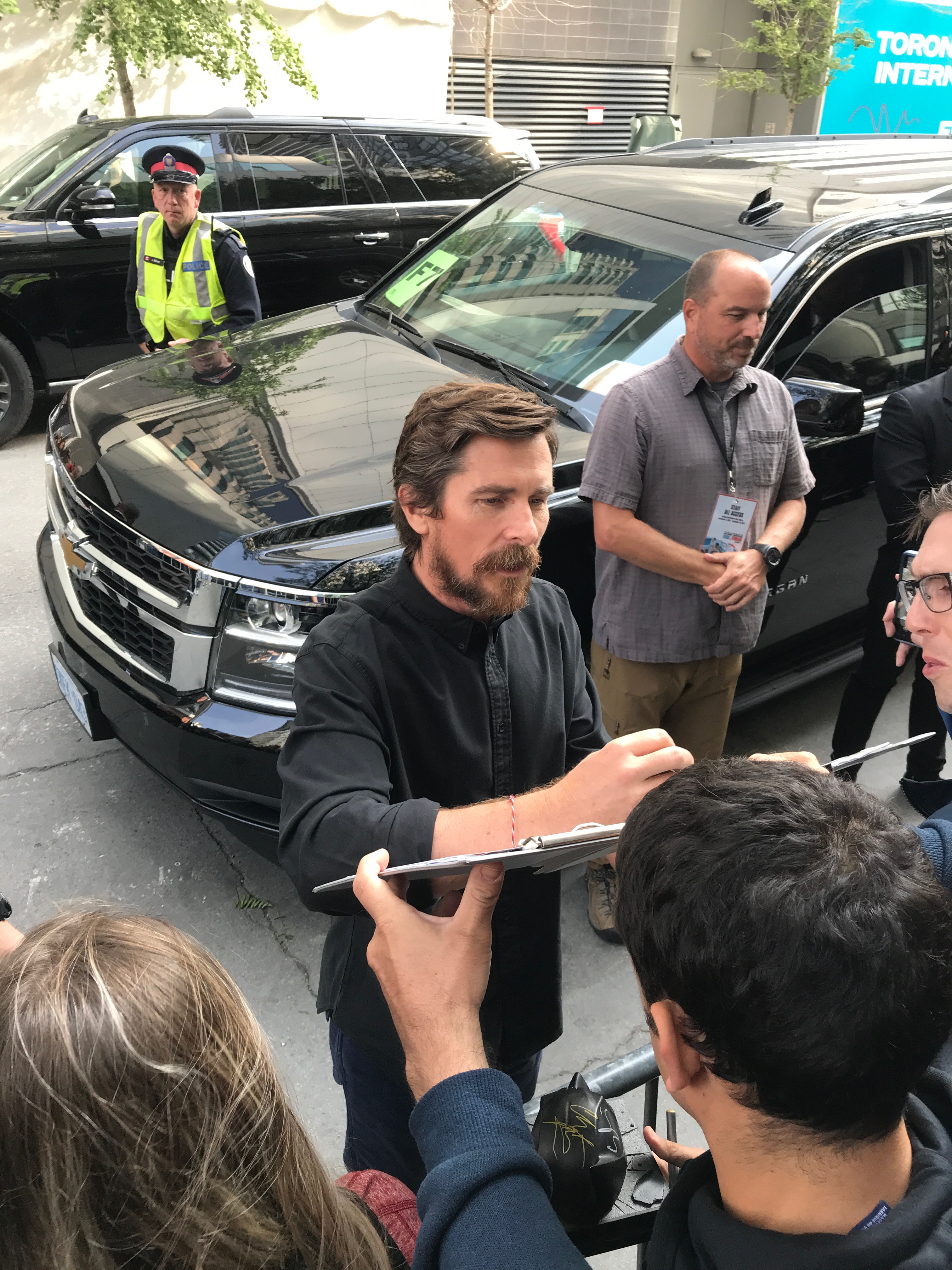
Christian Bale en train de signer des autographes pour des fans

En version française, Philippe Valmont est la voix la plus régulière de Christian Bale, le doublant notamment dans la saga Batman, Le Prestige ou encore Fighter,. Tandis que Laurent Natrella le double de manière aléatoire (The Machinist, Le Nouveau Monde, Knight of Cups et Hostiles). Occasionnellement, Bruno Choël (Pocahontas, une légende indienne, Le Songe d'une nuit d'été et Sacrifices of War), Jean-Pierre Michaël (American Psycho, Les Brasiers de la colère et American Bluff) et Boris Rehlinger (Bad Times, Terminator Renaissance et The Big Short : Le Casse du siècle) lui ont prêté également leur voix à trois reprises. À titre exceptionnel, Guillaume Boisseau l'a doublé dans Empire du soleil et Alexis Victor dans Public Enemies.
En version québécoise, Antoine Durand est la voix régulière de l'acteur, qu'il double notamment sur la saga Batman, Le Prestige et Le Nouveau Monde. Pour Le Coup de grâce et Arnaque à l'américaine, il s'agit de la voix de Patrice Dubois.
- Versions françaises :
  - Philippe Valmont : Le Mans 66, Vice, Exodus : Gods and Kings, The Dark Knight Rises, Le Prestige,The Dark Knight : Le Chevalier noir, Fighter, Mowgli - la légende de la jungle, Batman Begins, Batman Begins (jeux vidéo)
  - Laurent Natrella : The Machinist, Le Nouveau Monde, Knight of Cups et Hostiles

- Versions québécoises :
  - Antoine Durand : saga Batman, Le Prestige, Le Nouveau Monde, etc.
  - Patrice Dubois : Le Coup de grâce , Arnaque à l'américaine